# Dirck Dircksz. Santvoort

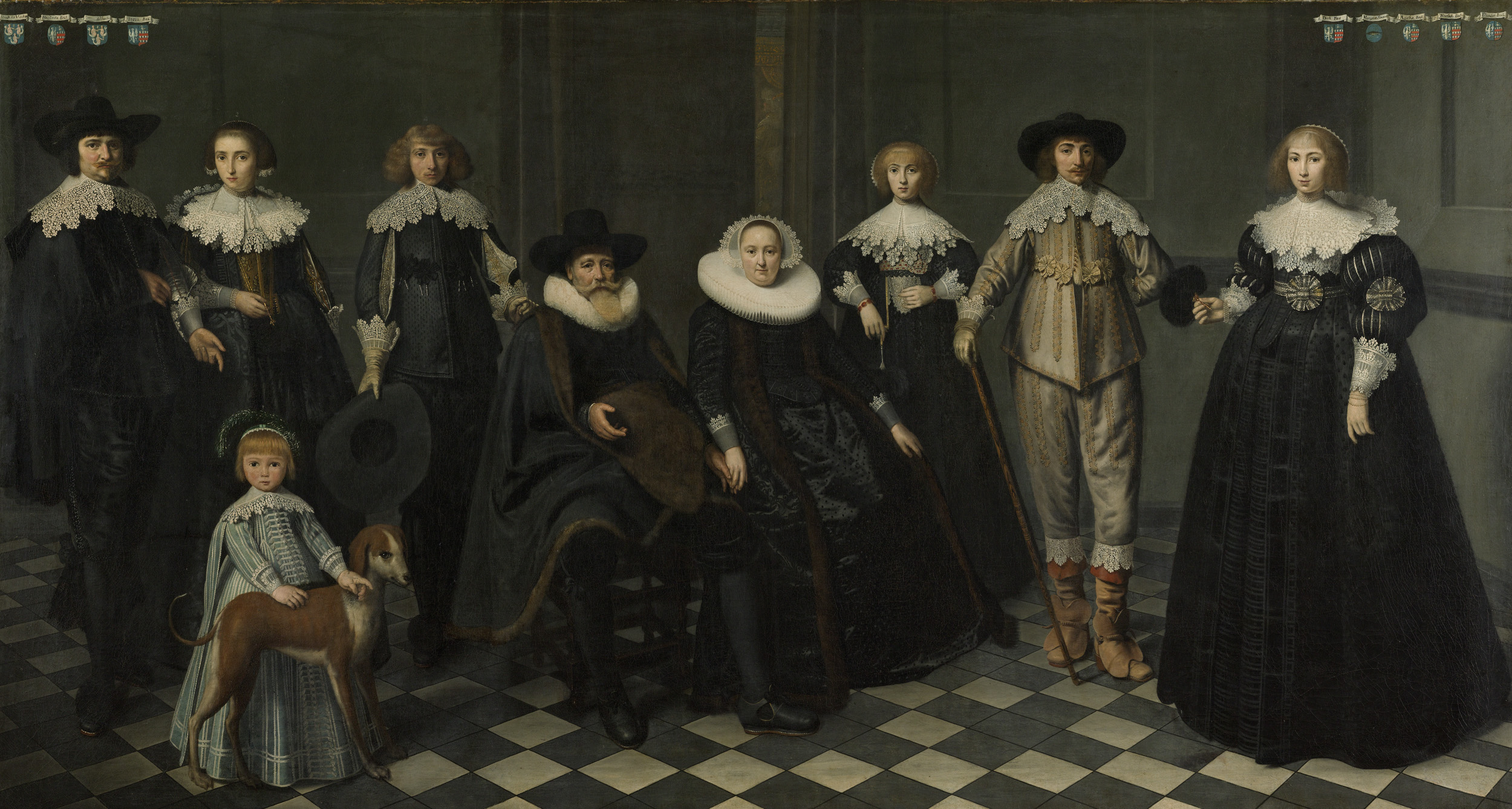
Retrato de la familia de Dirck Bas Jacobsz, burgomaestre de Ámsterdam, óleo sobre lienzo, 136 x 251 cm, Ámsterdam, Rijksmuseum.

Dirck Dircksz. Santvoort (Ámsterdam, 1609-1680) fue un pintor barroco neerlandés especialista en retratos.
Bautizado en Ámsterdam el 16 de diciembre de 1609, podría haberse formado como pintor con su padre, Dirck Pietersz. Bontepaert, un pintor del que nada se ha conservado, descendiente de Pieter Aertsen. Un hermano mayor, Pieter Dircksz. van Santvoort (1604-1635), fue también pintor de paisajes. En 1636 figura inscrito en la guilda de San Lucas de Ámsterdam. En 1641 contrajo matrimonio con Baertjen Remmers Pont, con quien tuvo un hijo llamado Rembrandt, y tras enviudar en 1653, en 1657 se casó con Tryntje Riewerts, que le sobrevivió nueve años.
Santvoort fue pintor casi exclusivamente de retratos y de retratos de grupos familiares, en un estilo próximo al de Thomas de Keyser, aunque también pintó en muy pequeño número algún raro cuadro de historia sagrada, entre los que cabe citar la Cena de Emaús —o Cristo revelándose a los discípulos de Emaús—, conservada en el Museo del Louvre, firmada y fechada en 1633, obra deudora en el tema y en la ejecución del primer Rembrandt.